# Renan Zanelli
Renan Zanelli Consilieri (São Paulo, 18 de mayo de 1992) es un futbolista brasileño que juega como delantero en el CF Talavera de la Primera División RFEF.

## Trayectoria
Formado en la cantera del Grêmio Osasco Audax, debutó con el primer equipo en 2011. En 2013 llegó al fútbol europeo firmando por el Willem II neerlandés, con el que consiguió el ascenso a la Eredivisie en su primera temporada. Al siguiente año debutó en la máxima categoría frente al Go Ahead Eagles, siendo su único encuentro en la liga pues poco después saldría cedido al FC Oss de la segunda división. Regresaría al Audax, con el que fue subcampeón del Campeonato Paulista 2016.
En septiembre de 2016 llega al fútbol gallego al firmar con el Silva SD coruñés. Convirtiéndose en un habitual de la delantera titular, disputó 30 encuentros de Tercera División y anotó 9 goles.
En verano de 2017 cambia La Coruña por Orense al firmar con el Ourense CF. Jugó 3 temporadas en el equipo dirigido por Fran Justo, todas ellas en Tercera División, sumando 79 partidos y 20 goles. Para la temporada 2020-21 siguió los pasos de su entrenador y firmó por el CD Arenteiro. En su primera temporada con el club en Tercera disputa 26 encuentros y anota 8 goles, incluyendo el gol de la victoria en la última jornada frente al Bergantiños FC que le daría el ascenso al equipo a la nueva Segunda División RFEF, proclamándose campeón de la categoría.
El 1 de diciembre de 2021 anotó uno de los dos goles de su equipo en el partido de Copa del Rey en el que eliminan a la SD Logroñés de Primera División RFEF. Zanelli acabaría por ser titular en el histórico encuentro de Copa frente al Valencia CF, en el que el conjunto valenciano tuvo que irse hasta la prórroga para poder pasar de ronda.
El 19 de julio de 2022 se oficializa su salida del club para firmar por el CF Talavera de la misma categoría.

## Clubes
Actualizado al último partido disputado el 15 de mayo de 2022.
| Club                          | País         | Año       | Partidos | Goles |
| ----------------------------- | ------------ | --------- | -------- | ----- |
| Grêmio Osasco Audax           | Brasil       | 2011-2013 | 13       | 1     |
| Audax Rio Janeiro EC (cesión) | Brasil       | 2012-2013 | 0        | 0     |
| Willem II                     | Países Bajos | 2013-2015 | 9        | 0     |
| FC Oss (cesión)               | Países Bajos | 2014      | 7        | 1     |
| Grêmio Osasco Audax           | Brasil       | 2015-2016 | 2        | 0     |
| Silva SD                      | España       | 2016-2017 | 30       | 9     |
| Ourense CF                    | España       | 2017-2020 | 79       | 20    |
| CD Arenteiro                  | España       | 2020-2022 | 59       | 23    |
| CF Talavera                   | España       | 2022-act. | 0        | 0     |